# دودوک معمولی
دودوَک معمولی، دودوَک بور یا دودوَک کرم‌رنگ (نام علمی: Cursorius cursor) پرنده‌ای است صحرایی و مهاجر عابر، گاهی برای مدتی نه چندان طولانی نیز مقیم می‌شود. این پرنده در پای درختان کوچک صحرایی و بوته‌زار لانه می‌سازد. در مناطق نیمه‌بیابانی، مناطق شنی و در کنار آبشخورها دیده می‌شود. در بیابان‌ها و دشت‌های نیمه‌بیابانی و نیمه‌خشک نیز زندگی می‌کند و در دو فصل بهار و پاییز به سرزمین‌هایی اطراف خود مهاجرت می‌کند.

## ویژگی‌ها
طول بدن ۲۳ سانتی‌متر تقریباً، رنگ سطح پشتی خاکستری، گلو و بالش به‌طور کلی خاکستری که در ناحیهٔ سر تا گردن کَم‌کَم رو به آبی کم‌رنگ می‌رود. خطوط سیاه‌وسفید بر روی چشمان تا پشت گردن ادامه دارد. بال‌هایش باخاکستری سیر، که در سطح شکمی کمرنگ‌تر و در پهلوها رگه‌های مشخص‌تری دارد. اطراف بال‌ها سیاه‌رنگ که هنگام پرواز به خوبی نمایان می‌شود. پاهای بلندش در دویدن روی شنزار به وی کمک می‌کند. منقاری بلند و خمیده دارد. معمولاً جفت‌جفت و گاهی هم در گروه‌های چندتایی دیده می‌شوند.

## موسم جفت‌گیری تخم‌گذاری
در فصل بهار برای جفت‌گیری و تخم‌گذاری به بوته‌زارهای نیمهبیابانی و سرزمین‌های گرمی که پوشیده از گیاهان بوته‌ای پرواز می‌کند. دودوَک ماده دو تخم می‌گذارد و هر دو نر و ماده به نوبت روی تخم‌ها و در لانه‌ای که به روی زمین و در میان بوته‌ها ساخته‌اند می‌خوابند. جوجه‌ها پس ۱۸ تا ۲۱ روز از تخم بیرون می‌آیند.

## تغذیه
معمولاً از راه خوردن حشرات و خزندگان تغذیه می‌کند. و در فصل زمستان دودوَک‌ها در گروه کوچک که در جستجوی غذا هستند دیده می‌شوند، گاهی در همین گروه‌ها در کنار آب‌ها دیده می‌شوند.

## نگارخانه

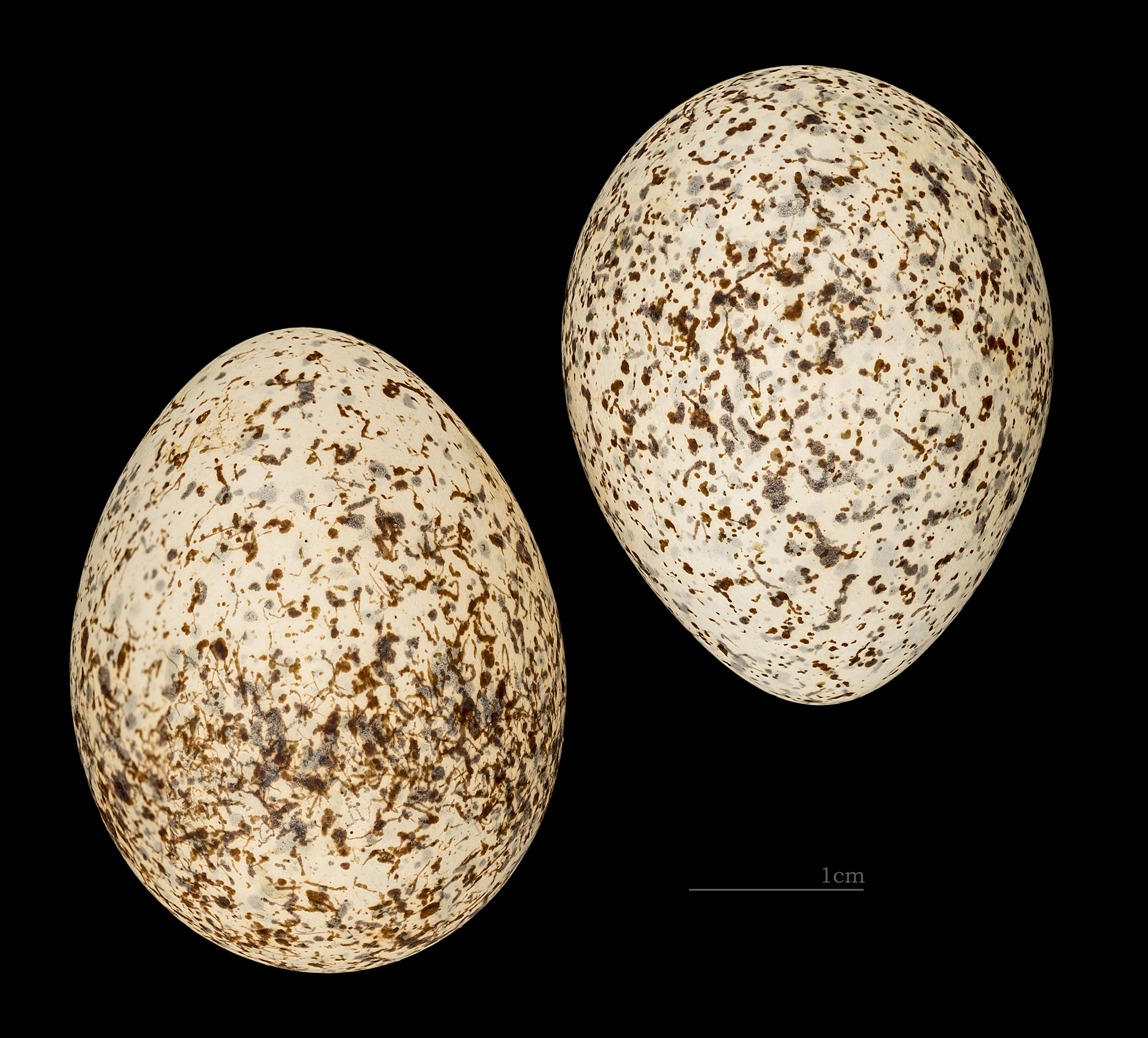